# Anita Bay Bundegaard
Anita Bay Bundegaard (ur. 31 października 1963 w m. Tejn) – duńska polityk i dziennikarka, w latach 2000–2001 minister w rządzie Poula Nyrupa Rasmussena.

## Życiorys
Studiowała filologię angielską i hiszpańską na Uniwersytecie Kopenhaskim oraz w Copenhagen Business School, nie kończąc jednak studiów. Zawodowo związana z branżą dziennikarską, pracowała w duńskim publicznym nadawcy DR i jako redaktorka czasopisma „Højskolebladet”. W latach 1998–2000 była redaktorką w dzienniku „Politiken”.
Działaczka socjalliberalnej partii Det Radikale Venstre, była jej kandydatką w różnych wyborach. Od grudnia 2000 do listopada 2001 sprawowała urząd ministra rozwoju w ostatnim z rządów Poula Nyrupa Rasmussena. W latach 2002–2006 pełniła funkcję doradczyni wysokiego komisarza Narodów Zjednoczonych do spraw uchodźców. Od 2008 przez kilka lat ponownie pracowała w „Politiken”, gdzie odpowiadała za dział kultury. W 2013 objęła dyrektorskie stanowisko w międzynarodowej organizacji Save the Children, wcześniej od 2010 kierowała jej duńskim oddziałem.
Zamężna z artystą wizualnym Christianem Bundegaardem.